# Кобликов, Владимир Николаевич
Владимир Николаевич Кобликов (19 июня 1905 года — 2 июля 1971) — русский инженер, генерал-полковник инженерно-технической службы Советской Армии.
В РККА с 1936 года. Член ВКП(б) с 1930 года.
Со 2 сентября 1941 года главный инженер — начальник инженерно-авиационной службы 6-й воздушной армии. 11 мая 1944 года присвоено воинское звание генерал-майор инженерно-авиационной службы.
В ноябре 1944 года был откомандирован в Войско Польское. В звании генерала бригады ослужил в должности главного инженера — заместителя командующего ВВС Фронта Польского по эксплуатации. 11 мая 1946 года вернулся в СССР.
В 1946—1949 годы — первый заместитель начальника Государственного НИИ Военно-Воздушных Сил на авиационной базе Чкаловская около Щёлково, а в 1950—1953 годы — начальником инженерного факультета Военной академии авиационной техники. Глава авиационно-технической службы Военно-Воздушных Сил.
Скончался 2 июля 1971 года в Москве. Похоронен на Новодевичьем кладбище Москвы.

## Ордена и награды
- Орден Возрождения Польши (1945)
- Орден Крест Грюнвальда III класса (1945)